# ديغو رينان
ديغو رينان (بالبرتغالية: Diego Renan‏) (26 يناير 1990 في البرازيل - ) هو لاعب كرة قدم برازيلي في مركز الدفاع. لعب مع نادي فاسكو دا غاما ونادي فيتوريا ونادي كروزيرو ونادي كريسيوما.

## روابط خارجية
- ديغو رينان على موقع قاعدة بيانات كرة القدم.إي يو (الإنجليزية)
- ديغو رينان على موقع Soccerway.com (الإنجليزية)
- ديغو رينان على موقع AS.com (الإسبانية)